# Stenichneumon nigriorbitalis
Stenichneumon nigriorbitalis är en stekelart som beskrevs av Tohru Uchida 1930. Stenichneumon nigriorbitalis ingår i släktet Stenichneumon och familjen brokparasitsteklar. Inga underarter finns listade i Catalogue of Life.